# Famille de Rune
 (novembre 2021).
Si vous disposez d'ouvrages ou d'articles de référence ou si vous connaissez des sites web de qualité traitant du thème abordé ici, merci de compléter l'article en donnant les références utiles à sa vérifiabilité et en les liant à la section « Notes et références ».
La famille de Rune, originaire de la région d'Aumale en Haute-Normandie, a formé deux branches, dont l'ainée s'est implantée par mariage en Artois et la cadette en Picardie.

## Origine
Le plus ancien porteur du nom dont la trace soit conservée par les chartes serait Raboz de Rune, qui est cité parmi les chevaliers qui combattirent à la bataille de Bouvines en 1214.

## Possessions
Les membres de la famille de Rune furent, en Haute-Normandie, en Artois, et en Picardie :
- seigneurs de Valanglart, de Vieux-Rouen, de Beaucamp, de Jonval, du Heaume, de Sailly, de Warsy, de Saulchoy, de Fontaines, de Baizieux
- barons de Fouquesolle (Artois)
- vicomtes de Domart-en-Ponthieu (Somme)
- comtes de Bucquoy (Artois)

## Branche aînée

### Philippe de Rune
Philippe de Rune, écuyer, seigneur de Heuqueville près de Montivilliers, dans l'actuel département de la Seine-Maritime, épouse vers 1420 Jeanne de Clercourt.
- Jean de Rune, écuyer, seigneur de Heuqueville vivait en 1450.
  - Antoine de Rune, écuyer, seigneur de Rothois et de Villiers. Il épouse Marguerite du Maisniel, fille de Pierre du Maisniel, écuyer, seigneur d'Hemie et d'Équiqueville au comté d'Eu. Vivant en 1494.
    - Adrien de Rune, seigneur de Villiers, mort entre 1530 et 1534.
      - François de Rune, seigneur de Villiers en 1562. Il épouse Antoinette de Sénicourt, fille de Pierre de Sénicourt seigneur de Cesceval, de Roche… Il meurt, sans enfant, en 1566.

    - Nicolas de Rune, seigneur de Rothois, marié à Jeanne Cornu. Il meurt avant 1536.
      - Jacques de Rune, seigneur de Rothois en 1556, mort en 1560 sans postérité.
      - Hélène de Rune, mariée en 1560 avec Philippe de Canzie et morte en 1584.

    - Anne Rune, mariée avec Yvon Collé.

  - Philippe de Rune mort en 1494, sans postérité.
- David de Rune, dont l'article suit.
- Jennequin de Rune auteur de la branche des seigneurs de Fontaines et de Baizieux rapportée plus loin.

### David de Rune
David de Rune, écuyer, seigneur de Vieux-Rouen, capitaine du comté d'Aumale fut pourvu de cette charge par Jean comte d'Harcourt et d'Aumale en considération des services qu'il avait rendu à ce comte en recouvrant sur les ennemis les places et châteaux du comté. Le comte d'Harcourt, en récompense de ses services lui donne entre autres la seigneurie de Vieux-Rouen ainsi qu'une rente annuelle et perpétuelle de 50 sous parisis. 

Convoqué au ban de la noblesse de Normandie, en 1470, par Antoine d'Aubusson, chevalier, seigneur du Monteil sur ordre du roi Louis XI, il fait défaut et voit ses biens momentanément confisqués.

Il épouse Ide de Valanglart dont il a 3 enfants :
- Raoul de Rune dit Raoulquin dont l'article suit.
- Adrien de Rune, 1er du nom dit Adrienet auteur de la branche des seigneurs du Heaume, de Sailly[4] et de Warsy dont l'article suit.
- Isabeau de Rune, mariée en premières noces avec Guillaume Labbé seigneur du Mesnil puis en secondes noces, avant 1505, avec Jean de Houillon, lieutenant de Hormoy.

### Raoul de Rune
Raoul de Rune, écuyer, seigneur de Vieux-Rouen et de Valanglart, dit surnommé Raoulquin, dans sa jeunesse. Il ratifia, avec son frère Adrien, le partage que leurs père et mère avaient fait et en passèrent acte à Aumale le 10 octobre 1480. Raoul de Rune passa un bail à rente avec Adrien de Rune, son frère, le 12 mars 1482. Il vivait encore en 1498, et avait épousé Perrine Le Cat dont il a ? enfants dont :
- Antoine de Rune dont l'article suit.

### Antoine de Rune
Antoine de Rune, écuyer, seigneur de Valanglart, Beaucamps et de Moyenneville (en partie).
Il fit un partage, le 4 mars 1515 avec Hubert de Rune, écuyer, son cousin germain. Le 31 mars 1524, Nicolas le Roy co-seigneur de  Moyenneville-en-Vimeu et de Pongerville « fait le relief » d'un fief situé sur le terroir de Moyenneville à Antoine de Rune qui lui en avait donné la saisine pour en jouir après le décès de Regnault de Bournoville, écuyer.
Antoine de Rune épousa Marie des Essarts , fille de Charles des Essarts , écuyer, seigneur de Meigneux et de Jeanne Coquerel. Ils eurent 5 enfants :
- Jean de Rune, seigneur de Valanglart, de Moyenneville, de Vieux-Rouen, de Jonval, de la Walerze, de Fallencourt et de Bretizel[8] en partie, en 1555. Il décède en 1558. 
Il avait épousé Louise de Boulainvilliers, fille d'Antoine de Boulainvilliers seigneur de Saint-Saire et de Claude de Saint-Simon. Ils eurent 8 enfants :
  - Antoine de Rune, seigneur de Valanglart et en partie de Vieux-Rouen. Il décède en 1616.
 Marié avec Suzanne de Miffans, ils eurent1 fille :
    - Louise de Rune, dame en partie de Vieux-Rouen, mariée en 1601 à Claude de Lannoy, chevalier, seigneur de Hodenc[9] et de Resnel.

  - Charles de Rune, écuyer, seigneur de Jonval, marié avec Antoinette de Vaux, veuve d'Adrien d'Amerval, écuyer, seigneur de Maison.
 Par acte du 15 août 1608, ces époux vendirent plusieurs journaux de terre à Jacques le Boucher, écuyer sieur d'Ailly[Lequel ?], conseiller du roi et procureur-général en la sénéchaussée de Ponthieu.
Charles de Rune et Antoinette de Vaux eurent 2 enfants :
    - François de Rune, écuyer, sieur de Tailly, qui était en 1624 curateur d'Antoine d'Amerval fils mineur de François d'Amerval, seigneur de Montigny et de Fresne et de Louise de Janailhac.
    - Charlotte de Rune, mariée le 5 février 1613 avec Adrien le Roy, écuyer, seigneur de Watissart, de Barde, de Limeux, de Royaulmont etc., gentilhomme extraordinaire du duc de Guise. Lors de son mariage, elle fut assistée de François de Rune son frère consanguin, de François d'Amerval, écuyer, seigneur de Maison, son frère utérin, d'Antoine de Rune, son oncle, chevalier, seigneur de Vieux-Rouen et de Claude de Lannoy, seigneur de Hodenc, époux de Louise de Rune sa cousine.

  - François de Rune, écuyer seigneur des Moulins, marié avec Yolande Brossart de Saint-Martin-du-Bosc, sœur de Charles et fille d'Antoine Brossart, écuyer, seigneur de Saint-Martin-du-Bosc et de Jeanne de Mauvoisin
  - Claude de Rune mariée en premières noces avec le sieur de Bouzonville et en secondes noces avec le sieur d'Yauville.
  - Catherine de Rune mariée avec N de Mareuil, seigneur d'Ellecourt.
  - Marie de Rune mariée avec N de Clère, seigneur de Neufville.
  - Madeleine de Rune qui épouse en 1588, Jean de Rune, seigneur du Heaume, qui n'eurent pas d'enfants.
  - Charlotte de Rune mariée en premières noces en 1578, par contrat, avec Charles Brossart, écuyer, seigneur de Saint-Martin-du-Bosc, frère de Yolande et fils d'Antoine Brossart, écuyer, seigneur de Saint-Martin-du-Bosc et de Jeanne de Mauvoisin. Mariée en secondes noces avec Adrien le Messier.
  - Charles de Rune, dont l'article suit.
  - François de Rune, reçu dans l'ordre de Saint-Jean de Jérusalem en 1541[10] mort commandeur de Laon.
  - Anne de Rune, femme du sieur de Boisrobin[11]
  - Jeanne de Rune, épouse de Robert de Gaillarbois, écuyer, seigneur de Marcouville-en-Vexin

### CharlesIerde Rune
Charles de Rune 1er du nom, écuyer, seigneur de Beaucamp au bailliage de Caux, Chevalier de l'Ordre du Roi. 

Il épousa Anne, dame de Fouquesolle, fille de Jean de Fouquesolle, 3e du nom, seigneur de Fouquesolle et d'Andrehan, sénéchal du Boulonnais et de Madeleine du Biez, fille d'Oudart du Biez, maréchal de France.

Le 16 mars 1578, Charles de Rune qualifié de Chevalier de l'Ordre du Roi, assista au mariage d'Élisabeth du Breuil, sa nièce avec Louis de Chaumont, seigneur d'Artieulle. Charles de Rune mourut peu de temps après car sa veuve épousa en secondes noces, le 2 juin 1579, Gilles de Chaumont-Quitry seigneur de Bellestre et d'Omerville en partie. Elle avait eu 6 enfants de son premier mariage :
- David de Rune, écuyer, seigneur de Beaucamp mort célibataire.
- Jacques de Rune dont l'article suit.
- Oudard de Rune, écuyer, seigneur de Rebingues[12] en Artois, marié avec Madeleine le Cat, fille d'Adrien le Cat, seigneur de Bemore et de Madeleine de Guiry. Ils eurent 6 enfants :
  - Antoine de Rune
  - Anne de Rune
  - Suzanne de Rune mariée le 10 avril 1632 avec Samuel de Chabot Ier du nom[13], écuyer seigneur de Souville, d'Arconville, de Nacelle, de Tourneboeuf etc.
  - Marie de Rune
  - Louise de Rune
  - Charlotte de Rune
- Marie de Rune qui épouse en premières noces Jean de Monsures, écuyer, seigneur de Guémicourt. À la mort de son époux, elle s'allie  avec Louis de Hénencourt, écuyer, seigneur de Rothois.
- Madeleine de Rune, d'abord mariée à Nicolas le Ver seigneur de Hauterive, puis avec Jean de la Rivière.
- Jeanne de Rune, mariée avec Scipion de Bresdoul, écuyer, seigneur de Neufvilette, du Pas d'Authie, de Neux etc. fils de Pierre de Bresdoul chevalier seigneur des mêmes terres et d'Isabeau d'Aigneville. Elle mourut peu avant le 17 octobre 1591, date de l'inventaire de ses biens.

### Jacques de Rune
Jacques de Rune, Chevalier, baron de Fouquesolle et de Beaucamp, qualifié de haut et puissant seigneur, épousa haute et puissante demoiselle Charlotte de Monchy, dame de Bourneville[Lequel ?], fille d'Antoine de Monchy, chevalier, seigneur de Montcavrel et d'Anne de Balsac. Charlotte de Monchy survécut à Jacques de Rune et le 14 septembre 1647 elle assista au contrat de mariage Claude Coppequesne, chevalier, seigneur de Fressenneville, avec Charlotte Godart, demoiselle de Millancourt. De ce mariage sont issus :
- Charles de Rune, dont l'article suit.
- Jean de Rune, chevalier, seigneur d'Offoy, marié en 1629 avec dame Charlotte Cornet, fille d'Antoine Cornet, seigneur de Saint-Georges et d'Angélique Brodon. Ils eurent :
  - Jean de Rune, chevalier, seigneur d'Offoy et d'Avricourt qui vivait en 1685.
- Georges de Rune, célibataire, qui se noya.

### Charles II de Rune
Charles II de Rune, chevalier, marquis de Fouquesolle, colonel d'un régiment d'infanterie, il fut tué en 1638 au siège de Saint-Omer.

Il avait épousé par contrat, le 19 février 1635, Jeanne-Marie-Angélique Lambert d'Herbigny, fille de François Lambert, seigneur d'Herbigny et de Mont-Saint-Jean, conseiller d'état et de Jeanne Mesmes de Roissy. Ils eurent une fille unique : 
- Charlotte Thérèse de Rune, dame de Fouquesolle, Beaucamps le Jeune, décédée le 25 novembre 1682, fut la première femme de Louis, marquis d'Estrades, gouverneur de Dunkerque et de Gravelines, mestre-de-camp de cavalerie, fils ainé de Godefroi, comtes d'Estrades, maréchal de France, chevalier des ordres du roi

## Branche cadette

### Adrien Ier de Rune
Adrien de Rune, 1er du nom, surnommé Adrienet dans sa jeunesse, écuyer, seigneur en partie de Vieux-Rouen, second fils de David de Rune et d'Ide de Valanglart, ratifia le 10 octobre 1480, le partage que ses père et mère avaient réglé le 4 février 1467 et qui lui assurait la moitié des terres de Vieux-Rouen. Il est l'auteur de la branche des seigneurs du Heaume, de Sailly et de Warsy.

Il épousa en premières noces, par contrat le 26 août 1483, damoiselle Isabeau de Fours, fille de feu Jean de Fours, écuyer, seigneur de Quitry et d'Isabeau de Courtenay de Bleneau.

Il épousa en secondes noces, par contrat, damoiselle Guillemette Payen, fille de noble homme Guillaume Payen et de Marie Postel. Il n'eut pas d'enfant de cette seconde femme. De la première, il eut :
- Hubert de Rune dont l'article suit.
- Claudine de Rune, mariée vers 1506 à noble Louis de Heumont, seigneur de Rothois. Ils vivaient le 2 juin 1526.
- Catherine de Rune, mariée avec Louis Poignant, écuyer. On trouve leurs noms dans des actes en date des 1er janvier 1520 et 1er juillet 1534.

### Hubert de Rune
Hubert de Rune, écuyer, seigneur de Vieux-Rouen, obtint le 29 octobre 1504, comme héritier de feu Adrien de Rune une sentence du lieutenant-général de la vicomté d'Eu et fit un partage le 4 mars 1515 avec Antoine de Rune, écuyer, seigneur de Valanglart, son cousin germain, duquel il acquit quelques droits le 8 décembre 1516 et avec lequel il fit un échange le 4 mars 1519. Il fournit un dénombrement pour son fief du Heaume à la seigneurie d'Aumale le 30 août 1540.

Il épouse damoiselle Mahiette Pezin qui fit son testament le 20 juillet 1528 et mourut sans enfants. Hubert de Rune se remaria à Barbe de Bucy fille de Raoul de Bucy, seigneur de Lèvemont et de Jeanne Perrin. Le 27 avril 1545 Hubert de Rune fit son testament et fit divers legs à Barbe de Bucy, sa femme, qui fit clore l'inventaire de ses biens le 30 juin 1545. Il eut comme enfants légitimes et naturels :
- Adrien de Rune, 2e du nom dont l'article suit (enfant légitime).
- Anne de Rune ainée, mariée par traité sous seings privés le 21 novembre 1546, avec Nicolas de Caumont, écuyer, seigneur du Mesnil-Saint-Germain (enfant légitime).
- Jeanne de Rune, alliée par contrat du 10 janvier 1555 à Aloph le Vaillant, écuyer, seigneur de la Verrerie de Rethonval, fils de Jean le Vaillant, écuyer, seigneur de Vauchel et de Jeanne de Cacqueray (enfant légitime).
- Anne de Rune cadette, mariée par contrat le 26 avril 1550 avec noble homme Archambauld de Moriac, écuyer, sieur de Beaumont (enfant légitime).
- Hector, dit Bâtard de Rune. Il est nommé dans l'inventaire des biens de la succession de son père commencé le 17 juin 1545. Il épousa Philippotte de Cleranet dont il eut :
  - Charles de Rune, écuyer, sieur de Framicourt et de Saint-Aubin. Il était marié à Anne de Sauville.

### Adrien II de Rune
Adrien de Rune, 2e du nom, écuyer, seigneur du Heaume, de la Motte, de Sailly, de Rechevroy et de Vieux-Rouen en partie, homme d'armes des ordonnances du roi, sous la charge du sire de Rubempré, rendit foi et hommage pour son fief du Heaume et partie du fief de la Motte, situés en paroisse de Vieux-Rouen, le 12 juillet 1546 et en fournit le dénombrement, le 9 septembre 1556 à Claude de Lorraine, duc d'Aumale et pair de France.

Le 6 mars 1567, il acquit de Charles de Mauvoisin la terre de Rechevroy ou Ressevroy et le 13 mars, le roi Charles IX lui fait don des droits de relief en considération des services rendus depuis longtemps dans les guerres. Il en fit le dénombrement le 30 mars 1571, produisit ses titres de noblesse en l'élection de Neufchâtel le 22 décembre 1573, fit son testament olographe le 3 mai 1584 et mourut avant le 27 juin de la même année.
Il avait épousé avant 1553 damoiselle Marie de Bacouel, fille de Jean de Bacouel, seigneur de Sailly et de Jacqueline Blondel et en secondes noces par contrat, le 27 octobre 1577, damoiselle Anne d'Ongnies, fille de feu Christophe d'Ongnies, seigneur du Quesnoy et de Héricourt et d'Anne de Coupes. Adrien de Rune eut 4 enfants du premier lit et 3 du second lit :
- Jean de Rune dont l'article suit.
- David de Rune, écuyer, seigneur de Rechevroy, fief et maison noble que lui céda son frère ainé le 22 juin 1593. Il fit son testament le 28 janvier 1612 et avait épousé par contrat le 9 février 1603 damoiselle Suzanne du Mesnil, fille de feu Jacques du Mesnil, écuyer, sieur de la Goulée et de Nicole Biville. Ils ont eu un fils :
  - Nicolas de Rune, chevalier, seigneur de Rechevroy, de Grez etc. qui épousa par contrat le 27 décembre 1623, damoiselle Gabrielle d'Offay, fille d'Aimé d'Offay, seigneur de Grez, et d'Esther d'Ancherin. Ils eurent 3 enfants :
    - François de Rune, écuyer, seigneur de Grez, marié par contrat le 27 septembre 1653 avec Marie le Picard fille de feu François le Picard, écuyer, seigneur d'Aubercourt et de Marie d'Aguesseau.
    - Antoine de Rune, écuyer, marié par contrat passé sous seings privés le 11 janvier 1669 avec damoiselle Charlotte de Cacqueray, fille d'Antoine de Cacqueray, écuyer, seigneur de Gramail, de Folleville et de Françoise le Duc dont est née :
      - Anne de Rune, mariée avec David de Cacqueray, écuyer, seigneur de Valdannoy

    - Marguerite de Rune, mariée avec Christophe de Cacqueray, écuyer.
- Jeanne de Rune, alliée par contrat le 13 septembre 1570 avec François de Caulières, seigneur de Beaufresne, morte le 29 novembre 1603 et son mari le 27 mai 1612.
- Charlotte de Rune, marié par contrat le 25 juin 1583 avec Baudran de Montcornet, écuyer, seigneur de Montcornet, du Camp et de Bourringaut.
- François de Rune, écuyer, qui fut émancipé le 30 octobre 1606
- Louise de Rune, morte en 1589 à l'âge de 9 ans.
- Hélène de Rune, légataire de son père le 3 mai 1584.

### Jean de Rune
Jean de Rune, chevalier, seigneur du Heaume, de Sailly, de Vieux-Rouen, de la Motte, de Canteleu etc.
Il épouse, en premières noces par contrat, le 9 janvier 1588 damoiselle Madeleine de Rune fille de Jean de Rune, écuyer, seigneur de Valanglart etc. et de Louise de Boulainvilliers. En secondes noces, le 12 février 1590, il épouse damoiselle Claude de Sarcus, fille d'Ambroise de Sarcus, écuyer seigneur de Courcelles.

## Pour approfondir